# Телец (България)
Вижте пояснителната страница за други личности с името Телец.
Телѐц е владетел на България от около 761 до около 764 г. Според Именника на българските ханове той произхожда от рода Угаин и управлява в продължение на три години.

## Биография
Телец получава властта в резултат на бунта на прабългарите срещу Винех. Византийският летописец Теофан Изповедник описва новия български владетел като „мъж злонравен, на възраст около 30 години“.
Веднага след възцаряването си Телец събира войска и опустошава пограничните византийски области. Император Константин V Копроним незабавно отвръща на тези действия. На 16 юни 763 г. той се отправя с войските си на север. В същото време потегля и огромен византийски флот от 800 кораба по море. Телец привлича на своя страна 20 000 славяни и укрепва проходите в Балкана. Вместо да направи засада на ромеите, той се решава на открито сражение. Сражението при Анхиало (763 г.) започва в пет часа сутринта на 30 юни 763 г., неделя, и продължава до вечерта, когато славянските отряди преминават на страната на ромеите. Българите претърпяват тежко поражение, мнозина са убити и пленени. По сведения на патриарх Никифор самите ромеи също понасят големи загуби. Константин V не посмява да навлезе в старопланинските проходи. Той се връща в Константинопол и тържествено отпразнува победата си, предавайки на столичната тълпа пленниците, които са избити. Българите единодушно посочват Телец като виновник за поражението си. Той и приближените му са убити.